# Апензен
Апензен (нем. Apensen) — община в Германии, в земле Нижняя Саксония.
Входит в состав района Штаде. Подчиняется управлению Апензен. Население составляет 3351 человек (на 31 декабря 2010 года). Занимает площадь 20,74 км².
Коммуна подразделяется на 2 сельских округа.